# Mighty Times: The Children's March
Mighty Times: The Children's March é um filme-documentário em curta-metragem estadunidense de 2004 dirigido e escrito por Robert Houston. Venceu o Oscar de melhor documentário de curta-metragem na edição de 2005.